# Lars Olden Larsen
Pour les articles homonymes, voir Olden (homonymie) et Larsen.
Lars Olden Larsen, né le 17 septembre 1998 à Oslo en Norvège, est un footballeur norvégien qui évolue au poste d'ailier gauche au BK Häcken.

## Biographie

### En club
Né à Oslo en Norvège, Lars Olden Larsen est formé par le Årvoll IL (en) puis au Vålerenga Fotball, où il n'a jamais sa chance en équipe première. En janvier 2018 il rejoint le KFUM Oslo. 
Le 29 janvier 2020, Lars Olden Larsen s'engage en faveur du Mjøndalen IF.
Il découvre avec ce club l'Eliteserien, l'élite du football norvégien, jouant son premier match le 16 juin 2020, lors de la première journée de la saison 2020 face au Stabæk Fotball. Il est titularisé et les deux équipes se neutralisent ce jour-là (0-0 score final). 
Le 5 février 2022, Lars Olden Larsen rejoint la Russie pour s'engager en faveur du Nijni Novgorod et signe un contrat de trois ans et demi.
Le 19 mars 2022 il est prêté en Suède, au BK Häcken, jusqu'à l'été.
Le 28 juin 2022, Larsen prolonge avec le BK Häcken d'un an, soit jusqu'en juin 2023.
Il inscrit son premier but le 18 juillet 2022 contre le GIF Sundsvall, en championnat. Entré en jeu à la place de Gustav Berggren, il participe à la victoire de son équipe ce jour-là (1-5 score final).
Il participe au sacre du BK Häcken, le club remportant le championnat de Suède pour la première fois de son histoire lors de la saison 2022.
Le 14 juin 2023, après avoir quitté le BK Häcken où il était en prêt depuis un an et demi, Lars Olden Larsen rejoint les Pays-Bas afin de s'engager en faveur du NEC Nimègue. Il signe un contrat de quatre ans, soit jusqu'en juin 2027.
Le 27 août 2024, Lars Olden Larsen fait son retour au BK Häcken sous la forme d'un prêt jusqu'à la fin de l'année.

### En sélection
Lars Olden Larsen joue son premier match avec l'équipe de Norvège espoirs le 7 juin 2019 contre la Suède. Il est titularisé et marque également son premier et unique but avec les espoirs, mais son équipe s'incline (3-1 score final).

## Palmarès
BK Häcken
- Championnat de Suède :
  - Champion : 2022.